# Альтернативне паливо
Па́ливо альтернати́вне (англ. alternative fuel, нім. alternativer Brennstoff m) — це паливо, що є альтернативою (заміною) відповідним традиційним видам палива і яке виробляється (видобувається) з нетрадиційних джерел та видів енергетичної сировини. 
Нетрадиційні джерела та види енергетичної сировини — речовини рослинного походження, відходи, тверді горючі речовини, інші природні та штучні джерела та види енергетичної сировини, у тому числі нафтові, газові, газоконденсатні і нафтогазоконденсатні вичерпані, непромислового значення та техногенні родовища, важкі сорти нафти, природні бітуми, газонасичені води, газогідрати тощо, виробництво (видобуток) і переробка яких потребує застосування новітніх технологій і які не використовуються для виробництва (видобутку) традиційних видів палива.

## Рідке АП
До рідкого альтернативного палива належать: горючі рідини, одержані під час переробки твердих видів палива (вугілля, торфу, сланців); спирти та їх суміші, олії, інше рідке біологічне паливо, одержане з біологічної сировини (у тому числі з поновлюваних відходів сільського та лісового господарства, інших біологічних відходів); горючі рідини, одержані з промислових відходів, у тому числі газових викидів, стічних вод, виливів та інших відходів промислового виробництва; паливо, одержане з нафти і газового конденсату нафтових, газових та газоконденсатних родовищ непромислового значення та вичерпаних родовищ з важких сортів нафти та природних бітумів.

## Газове АП
До газового альтернативного палива належать: метан вугільних родовищ, а також газ, одержаний у процесі підземної газифікації та підземного спалювання вугільних пластів; газ, одержаний під час переробки твердого палива (кам'яне та буре вугілля, горючі сланці, торф), природних бітумів, важкої нафти; газ, що міститься у водоносних пластах нафтогазових басейнів з аномально високим пластовим тиском, в інших підземних газонасичених водах, а також у газонасичених водоймищах і болотах; газ, одержаний з природних газових гідратів, та підгідратний газ; біогаз, генераторний газ, інше газове паливо, одержане з біологічної сировини, у тому числі з біологічних відходів; газ, одержаний з промислових відходів (газових викидів, стічних вод промислової каналізації, вентиляційних викидів, відходів вугільних збагачувальних фабрик тощо); стиснений та зріджений природний газ, зріджений нафтовий газ, супутній нафтовий газ, вільний газ метан, якщо вони одержані з газових, газоконденсатних та нафтових родовищ непромислового значення та вичерпаних родовищ.

## Тверде АП
Прикладом твердого альтернативного палива є паливні гранули — пресовані горючі біовідходи.
Належність палива до альтернативного підтверджується документом про ідентифікацію палива, що видається уповноваженим органом виконавчої влади у порядку, визначеному Кабінетом Міністрів України.